# Symmetroctena mesopsamma
Symmetroctena mesopsamma là một loài bướm đêm trong họ Geometridae.